# Стара Гута (Новоушицька селищна громада)
Стара Гу́та — село в Україні, у Новоушицькій селищній територіальній громаді Кам'янець-Подільського району Хмельницької області. 

## Назва
Назва походить від слова Гута це місце чи підприємство мануфактурного типу, де виробляли скло й різні вироби з нього. На території України є багато населених пунктів, що мають у своїй назві слово Гута. Тому, найбільш ймовірно, до назви було долучено ще слово Стара, для розрізнення цього поселення від інших, наприклад у цій місцевості неподалік є село Нова Гута.

## Географія
Безпосередньо межує з селом Ставчани.

## Символіка

### Герб
В центрі золотистого щита зображено два гриба жовтого кольору, що символізують велику родючість у місцевих лісах. У нижній частині щита дві гілки дуба схрещені навхрест у низу, як знак віри й могутності.

### Прапор
Прямокутне полотнище зеленого кольору. У правому верхньому куті  зображено два жовтих гриба. Зелений колір символізує значну кількість лісів на території села, а два гриба жовтого кольору – велику родючість у лісах.

## Історія
У перше поселення згадується 1632 року.
В 1932–1933 роках селяни села пережили влаштований радянською владою голодомор.
З 24 серпня 1991 року незалежній Україні.
До адміністративної реформи 19 липня 2020 року село належало до Новоушицького району.

## Населення
Населення становить 278 осіб.